# Ian D'Sa
Ian D'Sa, född den 30 oktober 1975 i Storbritannien, är gitarrist i den kanadensiska musikgruppen Billy Talent. 
D'Sa växte upp i Ontario. Hans första grupp hette Dragon Flower och mötte så småningom Benjamin Kowalewicz, Jonathan Gallant och Aaron Solowoniuk på en talangtävling. Tillsammans startade de gruppen Pezz som senare kom att byta namn till Billy Talent. 
Parallellt med sin musikaliska verksamhet studerade D'Sa vid Sheridan College och arbetade även som animerare på Angela Anaconda.